# ユーロカレンシー
ユーロカレンシー（Euro Currency）とは、オフショア市場などのユーロ市場で国際的な銀行間取引の対象となる通貨。ユーロ市場とは通貨発行国規制外にある市場をさす。取引される通貨には例えばスイス・フランと、欧州連合加盟国外で取引されるユーロユーロ、そしてユーロダラーと呼ばれる米ドルがある。ユーロカレンシーは1980年代に証券化が加速した。1990年代、日銀外貨準備高増加に伴いユーロ円（ゆーろえん）が市場へ供給された。このユーロ円は機関投資家を通じて、ユーロ円債を発行する日本企業へ投下された。代表的なユーロカレンシーの金利としてLIBOR、ユーロ円に関してはユーロ円TIBORがある。

## 社会主義陣営のドル
代表格のユーロダラーは自国で通貨を発行しない国やドルも共用とする国で元々流通していたが、それら地域がオフショア金融センターとして積極利用されるのは経緯あってのことである。
第二次世界大戦中、社会主義国の原綿輸出は途絶えていたが、ブレトンウッズ協定が締結されるとにわかに輸出量を増やした。戦後復興や朝鮮戦争による需要が社会主義国へ巨額のユーロダラーをもたらした。スターリン暴落後、中華人民共和国とソビエト連邦（VTB）は西ヨーロッパ諸国でユーロダラーを運用した。この西側国際金融市場に存在した運用先を「ユーロバンク」と呼んでいたことがユーロ市場という表現のもとになった。西側諸国に預けられたドルは正貨よりも銀行間取引に適していた。セカンダリー・バンキングへのドル集中はドル建てユーロ債市場を誕生させた。一方、スイスのユーロダラーは1959年初頭から米国企業株を買いあさり、1962年上半期ネットで10億ドル近くにのぼった非居住者による購入額の約2/3がスイス勢となった。

## レーガノミクスの悲哀
（出典）
現金としてのドルは、基軸通貨として需要が絶えず、金本位制で発行も制限され、常にあらゆる地域で不足していたが、フランスのド・ゴールが金プール制を破壊し、1971年のニクソンショックを契機に管理通貨制度が採用され、マネーサプライが増大した。
これにより、シンジケート団（シ団）によるユーロ債発行が可能となる程度にユーロ市場が拡大し、ユーロバンクがロールオーバーに負うリスクも拡大した。1974年6月にはドイツのユーロバンクのヘルシュタット銀行が破綻した。このような経緯から、シンジケート団がユーロバンクから資金供給を受けること困難となった。
石油危機により、世界各国への貸し出しを目的とした信用創造は、モーゲージ貸し出しを主体に行われた。信用創造を持続させるとの観点から、オフショア市場の特別目的事業体は、モーゲージを証券化し、流動化させた。
このような経緯から生まれた貴重な現金が内部留保やタンス預金とならないよう、ミューチュアル・ファンドが大衆からドルを回収し、銀行に還流させ、結果としてユーロダラー市場は盛況となった。ユーロ債も不動産担保証券（MBS）も機関投資家に消化され、ユーロダラーによってあふれた証券は、極力ユーロダラーを介さずにユーロクリアとセデルを利用して決済された。世界金融危機によってMBSは流動性を失い、近年は連邦準備制度が相当量を保有している。